# Chuột cảnh

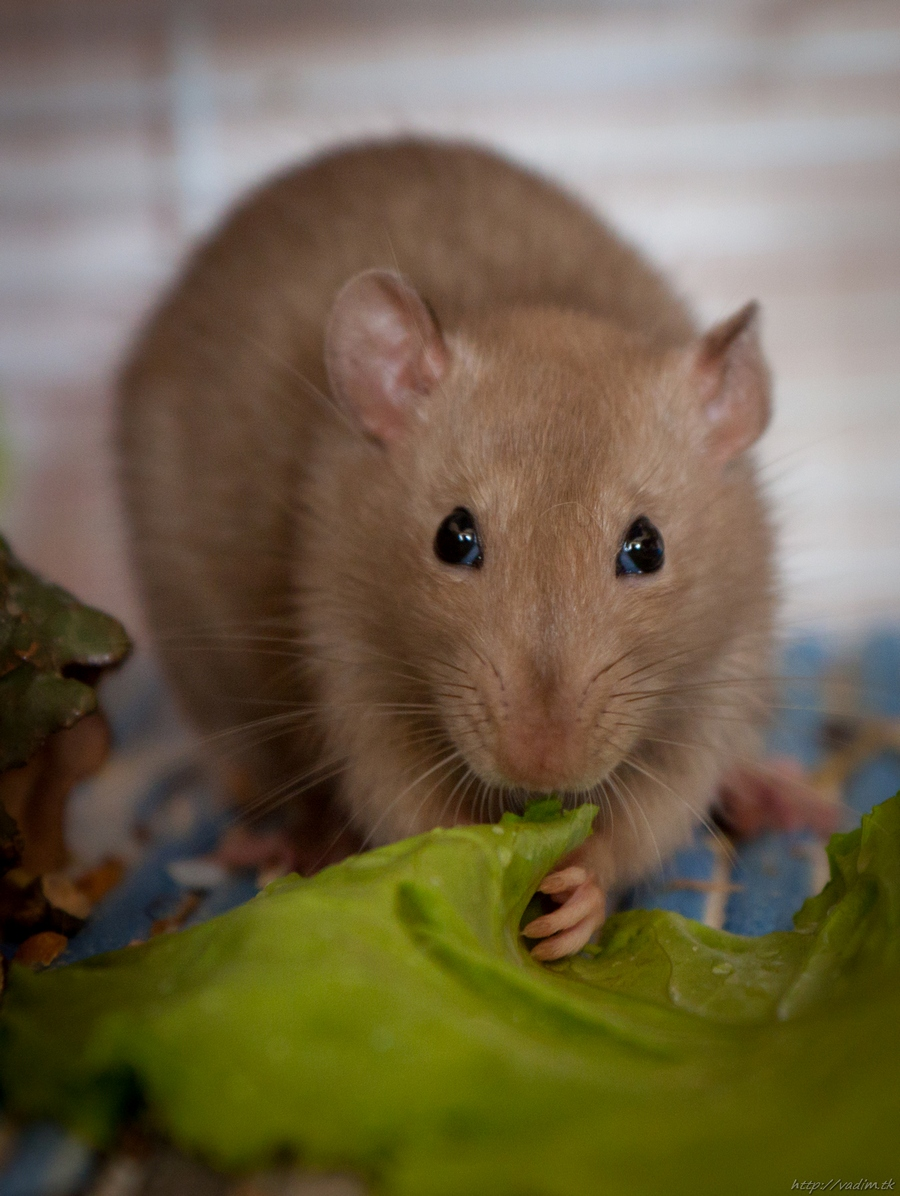
Một con chuột cảnh

Chuột cảnh hay chuột kiểng (Mus musculus domestica) là một phân loài đã thuần hóa của loài chuột nhắt nhà (Mus musculus) được thuần hóa để làm cảnh hay vật cưng phục vụ cho thú chơi chuột. Loài chuột này đôi khi cũng được bán như một loại thức ăn tươi sống cho động vật ăn thịt là vật nuôi như rắn. Nhiều ý kiến cho rằng không nên nuôi nhiều chúng bởi những mối nguy hại tiềm tàng do loài gặm nhấm này gây ra.

## Tổng quan
Chuột cảnh cũng đã được lai tạo đặc biệt cho triển lãm, với chương trình được tổ chức quốc tế. Chuột thích sống chung với nhau trong nhóm và chúng cần làm tổ để sống chung. Nuôi chuột cảnh được cho là một thú vui của giới trẻ nó giúp giảm stress. Ở Việt Nam, đây là thú vui xuất hiện khá lâu tại Hà Nội và Sài Gòn, và mới đây, đã du nhập về Đà Nẵng khiến nhiều bạn trẻ cảm thấy thích thú, lạ lẫm.
Một trong những loại chuột cảnh nổi tiếng đó là chuột bạch Hamster nguồn gốc ở Hà Lan và châu Phi. Loại chuột Hamster nhỏ, màu trắng, hay ngủ ngày, có thể làm trò, đây là một chú chuột bạch nhỏ, hiền lành, trông như một nắm bông, phần lớn) có tuổi thọ 2-2,5 năm, đẻ 3 tháng một lứa, mỗi lứa 4-5 con, tốc độ sinh sản này thuộc diện nhanh và nhiều. Nếu lọt ra môi trường, chúng có thể phá hoại môi trường, cây cối, hoa màu.

## Nguy cơ
Bên cạnh việc sinh sôi, nảy nở nhanh và có thể phá hoại môi trường, hoa màu chúng cũng có thể lây truyền một số bệnh truyền nhiễm nguy hiểm cho người như dịch hạch, xoắn khuẩn... các bệnh viêm màng não, mắc bệnh dại, uốn ván, dịch hạch đặc biệt là hantavirus có trong phân, nước tiểu, nước bọt của các loại chuột, kể cả chuột cảnh như Hamster, chuột lang. Khi chết, xác chuột vẫn phóng ra virus. Chúng lây sang người qua đường hô hấp.
Những căn bệnh luôn rình rập những người chơi chuột cảnh nhưng thị trường chuột cảnh vẫn tấp nập và chuột không được kiểm dịch bày bán tràn lan tại Thành phố Hồ Chí Minh, việc nuôi chuột cảnh nhập lậu không được kiểm dịch, có thể gây ra các bệnh mà trước đây Việt Nam chưa có.